# 9436 Shudo
9436 Shudo eller 1997 EB är en asteroid i huvudbältet som upptäcktes den 1 mars 1997 av den japanska astronomen Takao Kobayashi vid Ōizumi-observatoriet. Den är uppkallad efter privatskolan Shudo.
Asteroiden har en diameter på ungefär 5 kilometer och den tillhör asteroidgruppen Nysa.